# Марица Стражмештер
Марица Стражмештер (Кикинда, 28. август 1981) је српска пливачица. Два пута је била члан тима државе на Летњим олимпијским играма.

## Каријера
Пливањем је почела да се бави у Кикинди, а наставила у Новом Саду. До 2007. године, била је члан „Пливачког клуба Нови Сад”. Данас живи и ради као пливачки тренер у Шпанији.
Марица Стражмештер је 2000. године представљала СР Југославију на Летњим олимпијским играма У Сиднеју. Наступала је у дисциплинама 100 и 200 метара леђно. Осам година касније, представљала је Србију на Летњим олимпијским играма у Пекингу и те године се такмичила у трци на 100 метара леђно. Шест пута обарала је националне рекорде Србије у пливању. У 10 највреднијих рекорда Србије у пливању, Марица Стражмештер има два рекорда (100 метара леђно и 50 метара леђно у 50м базену).
Учествовала је на више европских и светских првенстава у пливању.

## Лични рекорди у дисциплини леђно

### Безен 50 метара
| Дисциплина  | Резултат | Место               | Такмичење           | Датум               |
| 50 м леђно  | 28,81    | Лас Палмас, Шпанија |                     | 23. јул 2009.       |
| 100 м леђно | 1:01,67  | Лас Палмас, Шпанија |                     | 24. јул 2009.       |
| 200 м леђно | 2:22,59  | Сиднеј, Аустралија  | 27. Олимпијске игре | 20. септембар 2000. |

### Базен 25 метара
| Дисциплина  | Резултат | Место                         | Такмичење | Датум              |
| 50 м леђно  | 27,45    | Ортиза, Шпанија               |           | 29. децембар 2009. |
| 100 м леђно | 59,40    | Кастељон де ла Плана, Шпанија |           | 19. април 2009.    |
| 200 м леђно | 2:09,99  | Кастељон де ла Плана, Шпанија |           | 18. април 2009.    |